# Japan Soccer College
Das Japan Soccer College (jp. JAPANサッカーカレッジ Japan sakkā karejji, englisch College of Upward Players in Soccer) ist eine japanische Fußballakademie mit Sitz im Norden Niigatas, in der Stadt Seirō im Landkreis Nord-Kanbara. Die Wettkampfmannschaft nimmt im Spielbetrieb der Regionalliga Hokuriku-Shin’etsu teil.

## Geschichte und Hintergrund
Japan Soccer College gründete sich 2002 im Zusammenhang mit der Weltmeisterschaftsendrunde 2002. Es widmet sich der Ausbildung von Fußballspielern und -spielerinnen. Es gibt eine Kooperation mit dem lokalen Profiklub Albirex Niigata.
Das Japan Soccer College tritt mit mehreren Mannschaften im unterklassigen japanischen Ligafußball an. Die Wettkampfmannschaft spielt dabei regelmäßig in der höchsten Spielklasse unterhalb des Ligaverbands J. League und der Japan Football League, zudem tritt sie im Kaiserpokal an. Die Akademie und ihre Mannschaft ist für einige spätere Profispieler letzte Jugend- oder eine der ersten Spielstationen im Erwachsenenbereich. Zudem sind teilweise höherklassig tätige Trainer hier ausgebildet worden bzw. an der Akademie tätig gewesen.

## Japan Soccer College FC

### Erfolge
- Hokushin'etsu Football League (Div.1): 2002/03, 2005/06, 2008/09, 2011

### Trainerchronik
| Trainer         | Nation | von             | bis             |
| --------------- | ------ | --------------- | --------------- |
| Keiju Karashima | Japan  | 1. Februar 2010 | 31. Januar 2013 |
| Daisuke Ide     | Japan  | 1. Februar 2014 | 31. Januar 2015 |
| Takeshi Nogami  | Japan  | 1. Februar 2015 | 31. Januar 2020 |
| Haruo Wada      | Japan  | 1. Februar 2020 | 31. Januar 2022 |
| Shunya Kaneko   | Japan  | 1. Februar 2022 | heute           |

### Spieler
Stand: Juli 2023
| Nr. |       | Position | Name            |
| --- | ----- | -------- | --------------- |
| 1   | Japan | TW       | Shunsuke Yao    |
| 2   | Japan | AB       | Kota Matsumura  |
| 3   | Japan | AB       | Daiki Yoshino   |
| 4   | Japan | AB       | Yuma Ando       |
| 5   | Japan | MF       | Shota Shinoda   |
| 6   | Japan | MF       | Taisei Ono      |
| 7   | Japan | AB       | Kengo Ōta       |
| 8   | Japan | MF       | Keita Akimoto   |
| 9   | Japan | ST       | Naoki Uemoto    |
| 10  | Japan | ST       | Ryōta Watanabe  |
| 11  | Japan | ST       | Kanato Fukazawa |
| 13  | Japan | ST       | Kazuya Tanaka   |
| 14  | Japan | MF       | Shuto Ono       |
| 15  | Japan | AB       | Yuya Hamasaki   |
| 16  | Japan | ST       | Riki Hironaga   |

| Nr. |       | Position | Name             |
| --- | ----- | -------- | ---------------- |
| 17  | Japan | TW       | Hirotaka Matsuda |
| 18  | Japan | ST       | Kazuki Ota       |
| 19  | Japan | MF       | Takenobu Ito     |
| 20  | Japan | MF       | Itsuki Ishibashi |
| 21  | Japan | TW       | Hideaki Shumoto  |
| 22  | Japan | ST       | Shingo Kotegawa  |
| 23  | Japan | AB       | Tomoki Yamaguchi |
| 24  | Japan | ST       | Shota Ochiai     |
| 25  | Japan | AB       | Go Murakami      |
| 26  | Japan | AB       | Kanta Ohara      |
| 27  | Japan | MF       | Hiroto Sano      |
| 28  | Japan | AB       | Kenshin Kubota   |
| 30  | Japan | AB       | Yoshiki Matsuura |
| 31  | Japan | TW       | Kazuya Toyooka   |
| 00  | Japan | ST       | Shuya Honda      |